# Idaea davidi
Idaea davidi is een vlinder uit de familie spanners (Geometridae). De wetenschappelijke naam is voor het eerst geldig gepubliceerd in 2005 door Gaston & Redondo.
De soort komt voor in Europa.